# المرادية
المرادية بلدية من بلديات ولاية الجزائر تابعة لدائرة سيدي امحمد بها عدة مقرات حكومية منها قصر الرئاسة الجزائري المعروف باسم «قصر المرادية» والمعروف أيضا بمصنع الحرية. 
- عدد سكان البلدية حسب إحصاء 2008 حوالي 22,813 نسمة[2]
- الرمز البريدي 16070
- رئيس البلدية جارش علي (2012-2017)

## جغرافيا
| سيدي امحمد | الجزائر الوسطى | الأبيار |
| المدنية    | إسم ؟          | حيدرة   |
| المدنية    | بئر مراد رايس  | حيدرة   |

## مواضيع ذات صلة
- تاريخ ولاية الجزائر
- بلديات ولاية الجزائر
- دوائر ولاية الجزائر